# Daniel Boone (film, 1907)
Daniel Boone je americký němý film z roku 1907. Režiséry jsou Wallace McCutcheon (1858–1918) a Edwin S. Porter (1870–1941). Film měl premiéru 3. ledna 1907.

## Děj
Daniel Boone je zajat indiány, když se snaží zachránit svou unesenou dceru.

## Obsazení
| William Craven    | Daniel Boone   |
| Florence Lawrence | Booneova dcera |